# Четвернин, Владимир Александрович
Влади́мир Алекса́ндрович Четверни́н (род. 27 декабря 1954, Москва, Россия) — российский правовед, теоретик права и государства, последователь и оригинальный интерпретатор либертарно-юридической теории права и государства, создатель теории права, названной самим автором «институциональной».
Кандидат юридических наук (с 1982 года), доцент (2000 г.), профессор кафедры теории права и сравнительного правоведения НИУ ВШЭ.

## Биография
Окончил немецкую спецшколу. Перед поступлением на юридический факультет два года обучался на химическом факультете Московского государственного университета. На втором курсе химфака познакомился с будущей женой. Химия оказалась ему неинтересной, он запустил учёбу и был отчислен за неуспеваемость.
Срочную военную службу проходил в Алтайском крае, где потерял кисть левой руки. После службы в армии восстановился в МГУ и перевёлся на юридический факультет.
В 1979 году окончил юридический факультет Московского государственного университета им. М. В. Ломоносова. В 1982 году защитил кандидатскую диссертацию «Современные концепции естественного права на материале философии права ФРГ, Австрии, Швейцарии» в Институте государства и права АН СССР.
В 1990—1993 годах получил стипендию Фонда Александра фон Гумбольдта и рабочее место исследователя в институте зарубежного публичного права и международного права в Хайдельберге, входящего в Общество Макса Планка; в дальнейшем получал и другие стипендии для работы в этом институте.
Долгое время возглавлял сектор теории государства и общественных организаций Института государства и права РАН. С 2006 года — профессор департамента общих и межотраслевых юридических дисциплин факультета права Национального исследовательского университета — Высшей школы экономики (НИУ—ВШЭ), заведующий лабораторией теоретических исследований права и государства НИУ—ВШЭ. Преподаёт теорию государства и права.
В. А. Четвернин является оригинальным интерпретатором либертарной теории права, разработанной академиком В. С. Нерсесянцем. Руководитель проекта «Философско-правовые чтения памяти В. С. Нерсесянца», по результатам которых издается Ежегодник либертарно-юридической теории (№ 1-2007 (недоступная ссылка), № 2-2008)
В 1998 году выступил в качестве эксперта при рассмотрении дела о толковании статей 125, 126 и 127 Конституции РФ в Конституционном суде РФ.
В совершенстве владеет немецким языком.

## Аудиолекции и видеозаписи выступлений, а также интервью
1. Аудиозаписи лекций В. А. Четвернина, записанные на диктофон в Высшей школе экономики (2009—2010 гг.)
2. Интервью «Свобода в России на дороге не валяется»
3. Цикл видеолекций по институциональной теории права в НИУ-ВШЭ
4. Владимир Четвернин. Сладкопахнущий труп юриспруденции
5. Владимир Четвернин. «Большинство россиян до сих пор не могут понять: великой России уже давно нет» // Новая газета. Санкт-Петербург. 7 мая 2015 г.

## Основные публикации
1. Четвернин В. А. Политическое учение Блаженного Августина: (Метод исследования, основные идеи и их историческое движение) // Политико-правовые идеи и институты в их историческом развитии. М., 1980. С. 12-20.
2. Четвернин В. А. Современные концепции естественного права. (недоступная ссылка) М.: Наука, 1988.
3. Деев Н. Н., Четвернин В. А. Советское государство и перестройка: проблемы теории. М.: Наука, 1990.
4. Четвернин В. А. Концепция советского правового государства // Право и власть / Под ред. М. П. Вышинского. М.: Прогресс, 1990. С.113-144.
5. Четвернин В. А. Размышления по поводу теоретических представлений о государстве // Государство и право, 1992. № 5.
6. Четвернин В. А. Демократическое конституционное государство: введение в теорию. (недоступная ссылка) М.: Наука, 1993.
7. Четвернин В. А. Естественное право и легистский неопозитивизм // История политических и правовых учений. XX в. / Отв.ред. В. С. Нерсесянц. М.: Наука, 1995.
8. Tchetvernin W.A. Menschenrechtsideologie und Prinzipien der Rechtsstaatlichkeit in dem ehemaligen russischen Grundgesetz, den drei letzten Verfassungsentwuerfen und der neuen Verfassung // Europäische Integration und nationale Rechtskulturen. Koeln, Berlin, Bonn, Muenchen, 1995.
9. Четвернин В. А. Понятие и термин «правовое государство» // США: политика, экономика, идеология. 1996. № 8. С. 72-80.
10. Четвернин В. А. Идеология прав человека и принципы разделения властей в Конституции Российской Федерации // Становление конституционного государства в посттоталитарной России. Вып.1 / Отв.ред. В. А. Четвернин. М.: ИГП РАН, 1996.
11. Конституция Российской Федерации: Проблемный комментарий Архивная копия от 21 июня 2020 на Wayback Machine / Руководитель авторского коллектива и ответственный редактор В. А. Четвернин. М.: Центр конституционных исследований Московского общественного научного фонда, 1997 (автор и соавтор нескольких разделов).
12. Четвернин В. А. Понятия права и государства. Учебное пособие. М.: Московская академия экономики и права, 1997.
13. Четвернин В. А. Понятия права и государства. Введение в курс теории права и государства. М.: Дело, 1997.
14. Четвернин В. А. Основы конституционного строя России: доктрина и практика // Становление конституционного государства в посттоталитарной России. Вып.2 / Отв. ред. В. А. Четвернин. М.: ИГП РАН, 1998.
15. Четвернин В. А. Защита прав человека // Российское гуманитарное право. Учебное пособие / Под ред. В. Е. Чиркина. М.: Российский государственный гуманитарный университет, 1998.
16. Проблемы общей теории права и государства (недоступная ссылка) / Под ред. В. С. Нерсесянца. М.: Норма-Инфра, 1999 (раздел «Государство» в коллект. монографии).
17. Четвернин В. А. Лекции по теории права. Выпуск 1. Учебное пособие. М.: Российская правовая академия Министерства юстиции РФ, 2000.
18. Tchetvernin V.A. Problems of Rule of Law in Post-Totalitarian Russia // ’s Fate through Russians Eyes: Voices of the New Generation. N.Y., 2000.
19. Четвернин В. А. Вводные замечания о феноменологии государства // Феноменология государства. Вып.1. Теория и реалии государственности / Отв.ред. В. А. Четвернин. М.: ИГП РАН, 2001.
20. Четвернин В. А. Субстанциональный элемент государства // Феноменология государства. Вып.1. Теория и реалии государственности / Отв.ред. В. А. Четвернин. М.: ИГП РАН, 2001.
21. Юридическая энциклопедия / Под ред. Б. Н. Топорнина. М.: ИГП РАН, 2001 (соредактор и автор статей).
22. Четвернин В. А. Введение в курс общей теории права и государства. (недоступная ссылка) — М.: Институт государства и права РАН, 2003.
23. Четвернин В. А. Общество и государство // Феноменология государства. Вып.2. Государство и гражданское общество / Отв.ред. В. А. Четвернин. М.: ИГП РАН, 2003.
24. Четвернин В. А. Современная либертарная теория права и государства о типах правопонимания // Труды Московской государственной юридической академии. № 10. 2003.
25. Четвернин В. А. К вопросу о типологии правопонимания // История государства и права. 2003. № 6. С.3-6.
26. Четвернин В. А. Российская конституционная концепция правопонимания (недоступная ссылка) // Конституционное право: восточноевропейское обозрение. 2003. № 4 (45).
27. Четвернин В. А. Общество и государство: либертарно-юридическая интерпретация / Право и общество: от конфликта к консенсусу. — СПб.: Санкт-Петербургский университет МВД, 2004.
28. Четвернин В. А., Юрко Г. Б. Судебные источники права (недоступная ссылка) // Ежегодник либертарно-юридической теории, 2007. № 1.
29. Четвернин В. А., Прохоров А. В. О юридической теории федерализма // Ежегодник либертарно-юридической теории, 2007. № 1.
30. Четвернин В. А., Сокольщик И. М. Осторожно, плагиат! (рецензия на плагиат Ю. А. Дмитриева, А. Н. Головистиковой) // Ежегодник либертарно-юридической теории, 2007. № 1.
31. Четвернин В. А. Современная либертарно-юридическая теория // Ежегодник либертарно-юридической теории, 2007. № 1.
32. Четвернин В. А. Проблемы теории права и государства. Краткий курс лекций. (недоступная ссылка) М., 2007 г.
33. Четвернин В. А., Яковлев А. В. Институциональная теория права. (недоступная ссылка) М., 2009.
34. Четвернин В. А. Проблемы теории права для особо одаренных студентов. М., 2010
35. Проблемы общей теории права и государства: учебник / Под ред. В. С. Нерсесянца. — 2-е изд., пересмотр. — М.: Норма: Инфра-М, 2010. (раздел VII «Государство: сущность, понятие, структура, функции»).[5]